# Rudky
Rudky (ukrainisch Рудки; Rudki, polnisch Rudki) ist eine Stadt im Westen der Ukraine mit etwa 5000 Einwohnern (2004).
Die Stadt liegt in der Oblast Lwiw am Ufer der Wyschenka (Вишенька) etwa 42 Kilometer südwestlich der Oblasthauptstadt Lwiw.

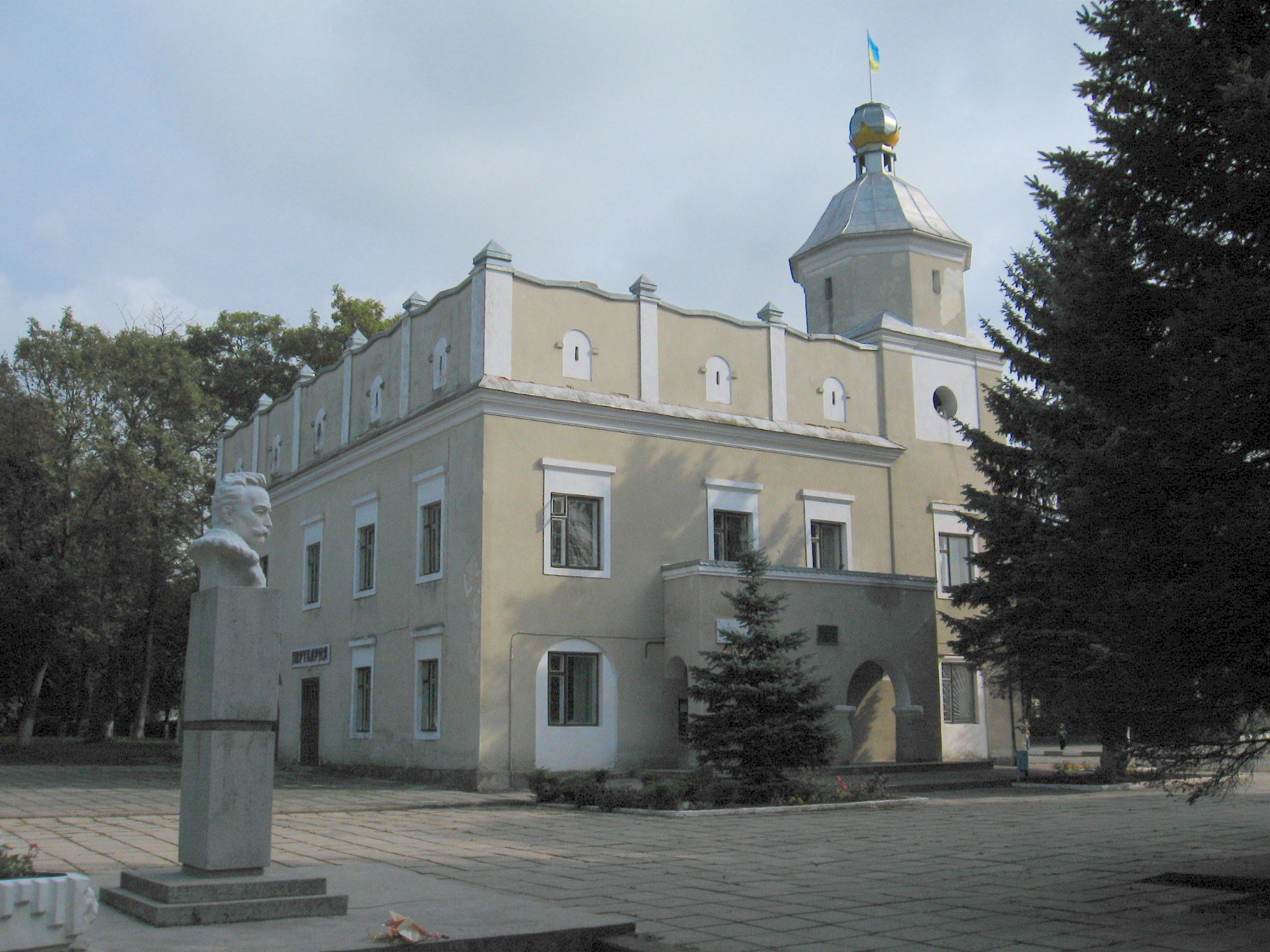
Rathaus der Stadt

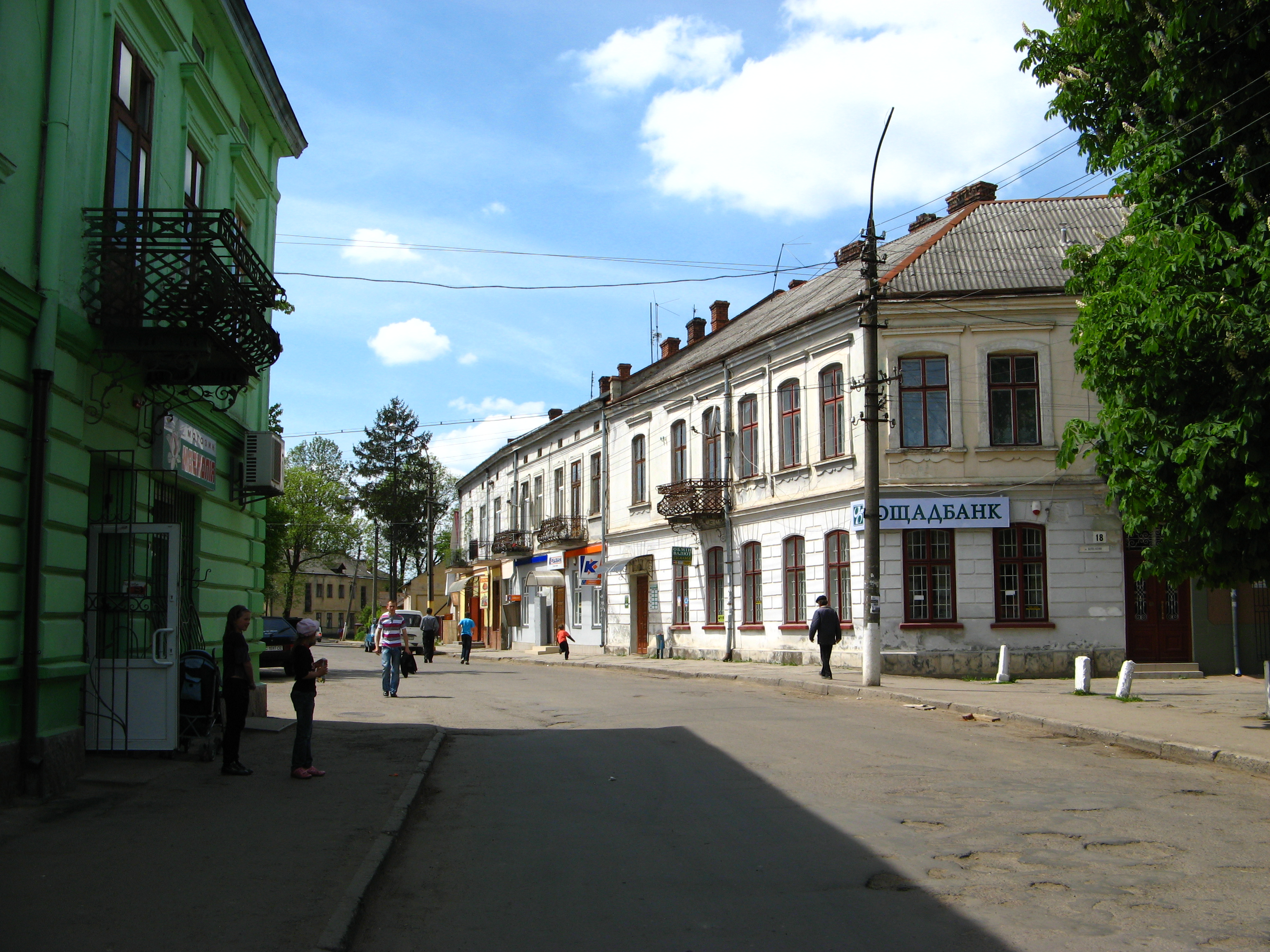
Blick in die Innenstadt

Die Ortschaft entstand Ende des 14. Jahrhunderts als Chutor/Meierei unter dem Namen Benkowa Bytschnja und 1472 erhielt sie den Namen Rudki. Die Stadt gehörte von 1774 bis 1918 zum österreichischen Galizien und war von 1854 bis 1918 Sitz der Bezirkshauptmannschaft Rudki, zusammen mit einem 1867 errichteten Bezirksgericht existierten sie bis 1918. Nach dem Ende des Ersten Weltkrieges kam der Ort kurzzeitig zur Westukrainischen Volksrepublik und nach dem Polnisch-Ukrainischen Krieg zu Polen, wo es ab 1921 in der Woiwodschaft Lwów als Sitz des gleichnamigen Powiats Rudki lag. Im Zweiten Weltkrieg wurde Rudky nach der Sowjetischen Besetzung Ostpolens von September 1939 bis 1941 ein Teil der Sowjetunion, diese machte die Stadt zum Hauptort des Ujesd Rudki, ab Januar 1940 dann zur Rajonshauptstadt des Rajons Rudky/Rudki innerhalb der Oblast Drohobytsch. Nach dem Überfall auf die Sowjetunion im Juni 1941 wurde er von Deutschland besetzt und in den Distrikt Galizien eingegliedert.
In Rudki lebten vor Kriegsbeginn etwa 2000 Juden, das war die Hälfte der Bevölkerung. 1700 von ihnen wurden am 9. April 1943 von einer SS-Einheit unter Leitung von Erich Engels im Wald von Brzezany ermordet, 300 in das Zwangsarbeitslager Lemberg-Janowska deportiert.
1944 kam die Stadt zur Sowjetunion und wurde Teil der Ukrainischen SSR. Bis 1962 blieb der Ort Rajonshauptstadt, danach kam er zum Rajon Sambir. Seit dem Zerfall der Sowjetunion ist Rudky seit 1991 ein Teil der unabhängigen Ukraine.
Am 29. Oktober 2017 wurde die Stadt zum Zentrum der neu gegründeten Stadtgemeinde Rudky (Рудківська міська громада Rudkiwska miska hromada), zu dieser zählen auch noch die 12 Dörfer Kolbajewytschi, Konjuschky-Koroliwski, Konjuschky-Tulyholiwski, Krukowez, Malyniw, Nowyj Ostriw, Pidhajtschyky, Podilzi, Pohirzi, Sadnistrjany, Sussoliw und Tschajkowytschi, bis dahin bildete es die Stadtratsgemeinde Rudky (Рудківська міська рада/Rudkiwska miska rada).
Am 12. Juni 2020 kamen noch 21 weitere Dörfer zur Stadtgemeinde hinzu: Chloptschyzi, Dolobiw, Jaremkiw, Kanafosty, Kupnowytschi, Luky, Mychajlewytschi, Nowosilky-Hostynni, Nyklowytschi, Nyschnje, Orchowytschi, Ostriw, Rosdilne, Sahirja, Sahirja, Scheptytschi, Tschernychiw, Wankowytschi, Wistowytschi, Woschtschanzi und Wyschnja.
Folgende Orte sind neben dem Hauptort Rudky Teil der Gemeinde:
| Name                     | Name                  | Name                                              | Name                              |
| ukrainisch transkribiert | ukrainisch            | russisch                                          | polnisch                          |
| ------------------------ | --------------------- | ------------------------------------------------- | --------------------------------- |
| Chloptschyzi             | Хлопчиці              | Хлопчицы (Chloptschizy)                           | Chłopczyce                        |
| Dolobiw                  | Долобів               | Долобов (Dolobow)                                 | Dołobów                           |
| Jaremkiw                 | Яремків               | Яремков (Jaremkow)                                | Jaremków                          |
| Kanafosty                | Канафости             | Канафосты                                         | Kanafosty                         |
| Kolbajewytschi           | Колбаєвичі            | Колбаевичи (Kolbajewitschi)                       | Kołbajowice                       |
| Konjuschky-Koroliwski    | Конюшки-Королівські   | Конюшки-Королевские (Konjuschki-Korolewskije)     | Koniuszki Królewskie              |
| Konjuschky-Tulyholiwski  | Конюшки-Тулиголівські | Конюшки-Тулиголовские (Konjuschki-Tuligolowskije) | Koniuszki Tuligłowskie            |
| Krukowez                 | Круковець             | Круковец                                          | Krukowiec                         |
| Kupnowytschi             | Купновичі             | Купновичи (Kupnowitschi)                          | Kupnowice                         |
| Luky                     | Луки                  | Луки (Luki)                                       | Koniuszki Siemianowskie           |
| Malyniw                  | Малинів               | Малинов (Malinow)                                 | Malinów, Małpa                    |
| Mychajlewytschi          | Михайлевичі           | Михайлевичи (Michailewitschi)                     | Michalewice                       |
| Nowosilky-Hostynni       | Новосілки-Гостинні    | Новосёлки-Гостинные (Nowosjolki-Gostinnyje)       | Nowosiółki Gościnne               |
| Nowyj Ostriw             | Новий Острів          | Новый Остров (Nowy Ostrow)                        | Ostrów Nowy                       |
| Nyklowytschi             | Никловичі             | Никловичи (Niklowitschi)                          | Nikłowice                         |
| Nyschnje                 | Нижнє                 | Нижнее (Nischneje)                                | Błozew Dolna                      |
| Orchowytschi             | Орховичі              | Орховичи (Orchowitschi)                           | Orchowice                         |
| Ostriw                   | Острів                | Остров (Ostrow)                                   | Ostrów                            |
| Pidhajtschyky            | Підгайчики            | Подгайчики (Podgaitschiki)                        | Podhajczyki                       |
| Podilzi                  | Подільці              | Подольцы (Podolzy)                                | Podolce                           |
| Pohirzi                  | Погірці               | Погорцы (Pogorzy)                                 | Pohorce                           |
| Rosdilne                 | Роздільне             | Раздельное (Rasdelnoje)                           | Rozdziałowice                     |
| Sadnistrjany             | Задністряни           | Заднестряны (Sadnestrjany)                        | Hołodówka                         |
| Sahirja                  | Загір'я               | Загорье (Sagorje)                                 | Zagórze                           |
| Sahirja                  | Загір'я               | Загорье (Sagorje)                                 | Hołodówka                         |
| Scheptytschi             | Шептичі               | Шептичи (Scheptitschi)                            | Szeptyce                          |
| Sussoliw                 | Сусолів               | Сусолов (Sussolow)                                | Susułów                           |
| Tschajkowytschi          | Чайковичі             | Чайковичи (Tschaikowitschi)                       | Czajkowice                        |
| Tschernychiw             | Чернихів              | Чернихов (Tschernichow)                           | Czernichów                        |
| Wankowytschi             | Ваньковичі            | Ваньковичи (Wankowitschi)                         | Wańkowice                         |
| Wistowytschi             | Вістовичі             | Вистовичи (Wistowitschi)                          | Wistowice                         |
| Woschtschanzi            | Вощанці               | Вощанцы (Woschtschanzy)                           | Woszczańce                        |
| Wyschnja                 | Вишня                 | Вишня (Wischnja)                                  | Bieńkowa Wisznia, Beńkowa Wisznia |

## Persönlichkeiten
- H. W. Katz (1906–1992), österreichischer Schriftsteller
- Aleksander Fredro (1793–1876), polnischer Dramatiker, bedeutendster Komödienautor Polens (begraben in Rudky)